# Candy Pop (песня)
«Candy Pop» − сингл, записанный южнокорейской гёрл-группой Twice. Это второй полноценный японский сингл группы, содержащий также три других трека. Был выпущена в цифровом формате 12 января 2018 года, на CD выход состоялся 7 февраля лейблом Warner Music Japan.

## Подготовка и релиз
22 декабря 2017 года Twice анонсировали свой второй японский сингл «Candy Pop», представив тизер-фото. Отрывок би-сайд трека «Brand New Girl» был представлен в рекламе японской компании Line. 12 января 2018 года состоялся релиз «Candy Pop» в цифровом варианте. «Brand New Girl» была выпущена как цифровой сингл 23 января.
Релиз сингла на CD состоялся 7 февраля.

## Композиция
Композиторами «Candy Pop» стали Мин Ли «collapsedone» и Маю Вакисака, ранее работавшие над хит-синглом «Knock Knock».

## Видеоклип
Видеоклип был выпущен 12 января 2018 года. Аниме-стиль был разработан Такахико Кёгоку, известным по созданию «Живая любовь! Проект школьные идолы», в сотрудничестве с Naive Creative Production, командой, которая ранее уже работала с Twice над созданием их видеоклипов. Сценарий был написан Пак Чин Ёном. Также в клипе есть несколько скрытых персонажей, иллюстрированием которых лично занималась одна из участниц группы — Чеён.
По сюжету Twice представлены в виде нарисованных аниме-персонажей в мире сладостей, и танцуют для музыкального клипа, который смотрит девочка из реального мира. Они видят, что она расстроена, и хотят развеселить её. Благодаря анимированному персонажу Пак Чин Ёна им удаётся сбежать из мира сладостей на фургоне и попасть в реальность, трансформировавшись в настоящих людей.

## Промоушен
«Candy Pop» и «Brand New Girl» впервые были представлены во время Twice Showcase Live Tour 2018 «Candy Pop» в Сето 19 января 2018 года. 2 февраля Twice выступили с «Candy Pop» в эфире популярного японского телешоу Music Station; 3 и 10 февраля состоялись выступления на Count Down TV.

## Коммерческий успех
Сингловый альбом дебютировал с вершины ежедневного синглового чарта Oricon, продажи в первый день составили 117 486 копий. Группе удалось побить собственный ранее поставленный рекорд по продажам в первый день с японским синглом, и вновь обновить рекорд среди всех женских корейских групп, когда-либо дебютировавших в Японии. Также было сообщено, что только по предзаказам число проданных копий достигло более 333 тысяч (333 633). Billboard Japan сообщил, что продажи с 5 по 11 февраля 2018 года составили 303 746 копий. 24 февраля проданных копий насчитывалось уже 400 тысяч.

## Список композиций
| №                   | Название                        | Текст песни                          | Музыка                                   | Аранжировка            | Длительность |
| ------------------- | ------------------------------- | ------------------------------------ | ---------------------------------------- | ---------------------- | ------------ |
| 1.                  | «Candy Pop»                     | Min Lee "collapsedone" Mayu Wakisaka | Min Lee "collapsedone" Mayu Wakisaka     | Min Lee "collapsedone" | 3:22         |
| 2.                  | «Brand New Girl»                | Na.Zu.Na Yu-ki Kokubo                | Na.Zu.Na Michael Yano (M.I) Yu-ki Kokubo | Na.Zu.Na               | 3:33         |
| 3.                  | «Candy Pop» (Instrumental)      |                                      | Min Lee "collapsedone" Mayu Wakisaka     | Min Lee "collapsedone" | 3:22         |
| 4.                  | «Brand New Girl» (Instrumental) |                                      | Na.Zu.Na Michael Yano (M.I) Yu-ki Kokubo | Na.Zu.Na               | 3:33         |
| Общая длительность: | Общая длительность:             | Общая длительность:                  | Общая длительность:                      | Общая длительность:    | 13:50        |

| №  | Название                               | Длительность |
| -- | -------------------------------------- | ------------ |
| 1. | «Candy Pop» (Music video)              |              |
| 2. | «Candy Pop» (Music video making movie) |              |

| №  | Название                             | Длительность |
| -- | ------------------------------------ | ------------ |
| 1. | «Candy Pop» (Music video dance ver.) |              |
| 2. | «Jacket Shooting Making Movie»       |              |

## Чарты
| Чарт (2018)                   | Пиковая позиция |
| ----------------------------- | --------------- |
| Япония (Japan Hot 100)        | 1               |
| Япония (Oricon Singles Chart) | 1               |
| Japan (Digital Singles Chart) | 14              |
| Тайвань (Five Music)          | 1               |